# San Pedro Masahuat

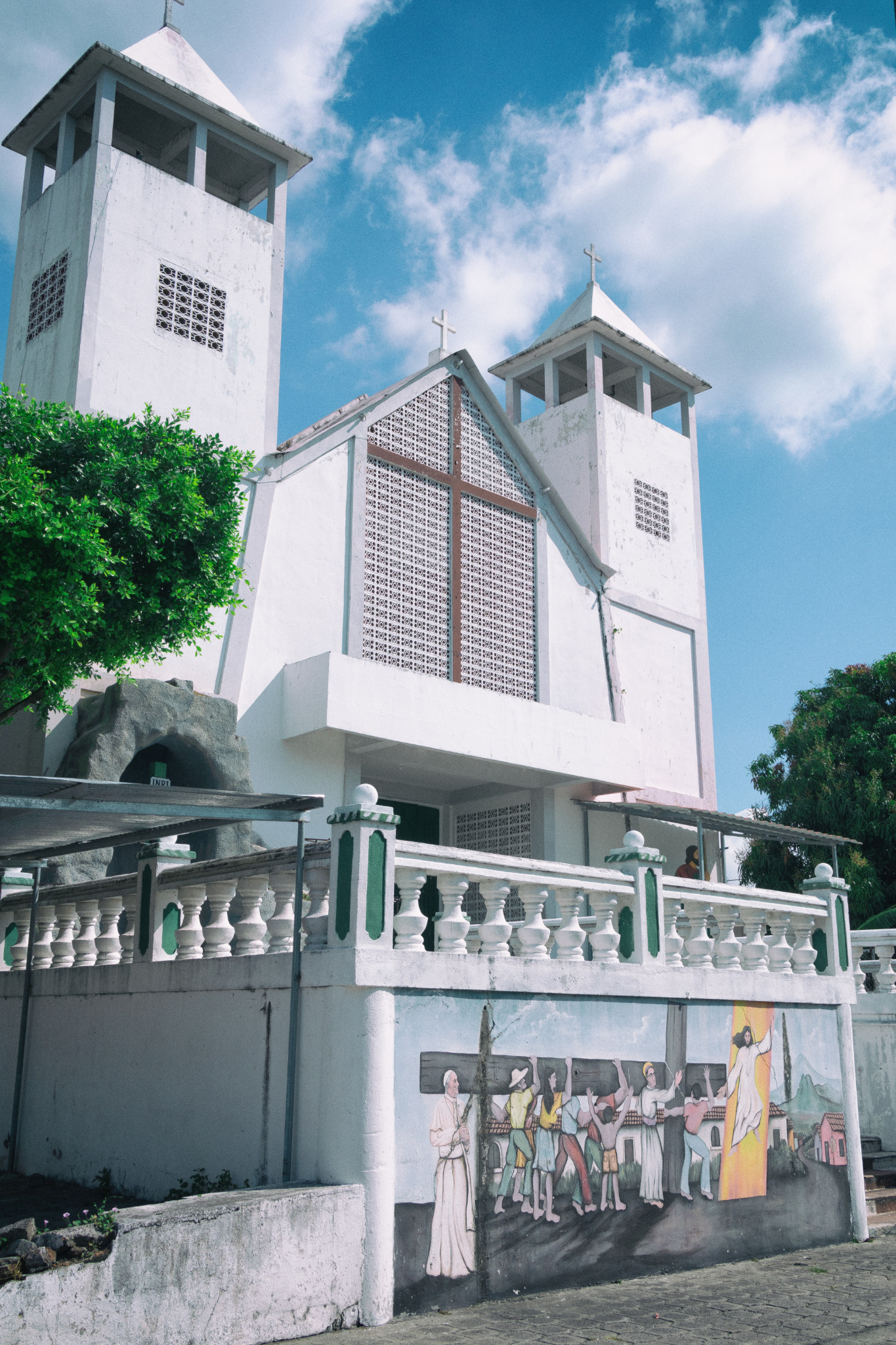
Iglesia San Pedro Apóstol ubicada en el centro de San Pedro Masahuat

San Pedro Masahuat es un distrito del municipio de La Paz Oeste del departamento de La Paz, El Salvador. Según el censo oficial de 2024, tiene una población de 28.512 habitantes.

## Historia
Se estima que en el siglo XI o XII una población pipil, específicamente mazahua, se estableció entre el valle de los ríos Comalapa y Jiboa. Para el año 1550 San Pedro Masahuat contaba con una población de unos 500 habitantes. Para 1740, de acuerdo al alcalde mayor de San Salvador Manuel de Gálvez Corral, la localidad disponía de "100 indios tributarios" (unos 500 habitantes), los cuales, junto a algunos ladinos, formaban parte de la compañía de soldados de Olocuilta, "destinada a la vigilancia y defensa de la costa".
El año 1770, Pedro Cortés y Larraz estableció la población en 832 habitantes, y era cabeza de curato del mismo nombre. Además, referiría: "el idioma que entienden estos indios es el náhuat, pero por lo común todos entienden y hablan el castellano, aunque las mujeres están poco expeditas en éste". Para 1786 ingresó al Partido de Olocuilta.

### Pos-independencia
En la época republicana, pertenece al departamento de La Paz desde el año 1852.  
Para el año 1858, existían en su territorio cuatro haciendas de añil, dos de las cuales, Miraflores y Hacienda Nueva, pertenecían al Marqués de Aycinena. 
Recibió el título de villa el 15 de febrero de 1875. En el 27 de enero de 1883, se acordó por el poder ejecutivo fundar una escuela rural, para que concurran a ella los niños de los valles de "Santa María", "El Ángel" y "Varranca", con dotación mensual de 10 pesos. Para 1890 tenía 2.610 habitantes, siendo su principal producción industrial, la confección de sombreros de palma. 
Obtuvo el título de ciudad el 4 de abril de 1910. Originario de la hacienda Charnayo, en San Pedro Masahuat, fue el arzobispo Tomás Miguel Pineda y Zaldaña.
En el 17 de octubre de 1919, el poder ejecutivo aprobó los estatutos de la Sociedad de Obreros "Fuerza y Lealtad" fundada en San Pedro Masahuat y presidida por Héctor Cabezas.

### Historia reciente
En enero de 2020, el alcalde Omar Cubías confirmó que a partir de febrero de ese año, los habitantes del Cantón Barahona tendrán servicio de recolección de basura.

## Información general
El municipio tiene un área de 121,39 km², y la cabecera una altitud de 210 m s. n. m. Las fiestas patronales se celebran en el mes de junio en honor a San Pedro apóstol. También existe otra celebración en el mes de enero en honor al Cristo Negro de Esquipulas.